# Walter Liniger
Walter „Wale“ Liniger (* 1949 in Kehrsatz) ist ein US-amerikanisch-schweizerischer Bluesmusiker und Professor an der University of South Carolina.
Liniger ist im Bernbiet geboren und aufgewachsen. Bis dahin als Sekundarlehrer in Kehrsatz beschäftigt, wanderte er 1982 in die USA aus. Seit 1993 arbeitet er als Blues-Professor an der University of South Carolina. Liniger lernte unter anderem bei Etta Baker und James Thomas. Für sein Studium bei James Thomas erhielt er ein Stipendium vom National Endowment for the Arts.

## Werke (Auswahl)
- 1987	Gateway to the Delta	(with James Son Thomas); W.C. Handy Award
- 1989	Bottomlands		(with James Son Thomas)
- 1991	Goin’ South
- 1992	Dedicated		(with Checkerboard Blues Band)
- 1993	Conversations
- 2000	Better Day
- 2007	Sidemeat
- 2014	Sessions		(with The Alligators)